# ハリド・ブラールズ
ハリド・ブラールズ（Khalid Boulahrouz、1981年12月28日 - ）は、オランダ・南ホラント州マースライス出身の元サッカー選手。同国代表でもあった。現役時代のポジションはDF。
名前の表記はブーラルーズやボウラロウズなども存在する。オランダでの発音はブラルーズがより近い。モロッコ移民の血を引くオランダ代表DF。実家は9人兄弟。

## クラブ経歴
ユース時代から地元のエクセルシオール・マースライス、アヤックス、HFCハールレム、AZアルクマールと渡り歩き、2002年にRKCヴァールヴァイクでプロとしてのキャリアをスタート。当時の監督だったマルティン・ヨルに見出されすぐにポジションを獲得した。その一方で国外はおろか国内での知名度も低かったが、2004-05シーズン前に転機が訪れた。2004年7月1日DF補強が急務であったドイツのハンブルガーSVが彼を獲得したのである。この獲得には不安も囁かれたがブンデスリーガの環境に応し、2004年9月3日には念願の代表デビューを果たした。2005-06シーズンはダニエル・ファン・ブイテンとのCBコンビでHSVの上位進出に貢献。ブラールズのハード・マーク、フィジカルを生かしたファン・ブイデンとの名コンビで、得点は少ないものの失点を最小限に抑えた。
2006年からはイングランドのチェルシーFCでプレー。しかし、プレミアリーグのサッカーに順応しきれずさらに故障もあってベンチ暮らしが続いた。そして、2007年5月6日のアーセナルFC戦で自身の判断ミスからPKを献上し一発退場。その試合は結局1-1のドローに終わり、結果的にマンチェスター・ユナイテッドFCの優勝をアシストする形になった。
2007年7月12日にスペインのセビージャFCにレンタル移籍で加入していたが、6試合の出場にとどまった。レンタル期間が満了した後の2008年7月21日に移籍金500万ユーロでVfBシュトゥットガルトへ移籍し、3シーズンぶりのブンデスリーガ復帰を果たした。
2011-12シーズンをもってシュトゥットガルトとの契約が満了。2012年7月18日、ポルトガルのスポルティングCPへフリーで移籍した。

## 代表経歴
先述の通り2004年9月3日の親善試合・リヒテンシュタイン戦でデビュー。マルコ・ファン・バステンに重用され2006 FIFAワールドカップ予選には7試合に出場し、本大会でもメンバー入り。退場者が両チームあわせて4人も発生したベスト16のポルトガル戦では開始早々クリスティアーノ・ロナウドの右太腿にタックルしてイエロー（彼はその後負傷退場）そして後半にルイス・フィーゴに肘うちを喰らわせ、退場した。
EURO2008では一度選考から漏れたものの、ライアン・バベルの負傷により追加招集を受ける。本大会では右サイドバックとして全4試合に出場した。

## エピソード
- 機動力をいかしたハードマークが持ち味でディフェンスならプレーするポジションを選ばないユーティリティー性も持つ。
- そのハードなプレイから「人食い」の異名を持つ。
- 幼少期に父親を亡くし母子家庭で苦労を重ねた経歴を持つ。
- ヤープ・スタムからは「自身の後継者だ」と評されている。
- 身長は183cmと176cmの二説がある。
- EURO2008期間中に、未熟児で生まれた娘が亡くなるという悲劇を味わった。彼は悲しみに耐え、ロシア戦も先発出場。チームは腕に喪章をつけてプレーした。

## 代表歴

### 出場大会
- オランダ代表
  - 2006 FIFAワールドカップ
  - 2010 FIFAワールドカップ

### 試合数
- 国際Aマッチ 35試合 0得点（2004年-2012年）[2]

| オランダ代表 | 国際Aマッチ | 国際Aマッチ |
| 年           | 出場        | 得点        |
| ------------ | ----------- | ----------- |
| 2004         | 3           | 0           |
| 2005         | 7           | 0           |
| 2006         | 9           | 0           |
| 2007         | 2           | 0           |
| 2008         | 6           | 0           |
| 2009         | 1           | 0           |
| 2010         | 3           | 0           |
| 2011         | 3           | 0           |
| 2012         | 1           | 0           |
| 通算         | 35          | 0           |